# Melaleuca dealbata
Melaleuca dealbata är en myrtenväxtart som beskrevs av Stanley Thatcher Blake. Melaleuca dealbata ingår i släktet Melaleuca och familjen myrtenväxter. Inga underarter finns listade i Catalogue of Life.